# Port de Saint-Pétersbourg
Le Grand Port de Saint-Pétersbourg ou Port de Saint-Pétersbourg est un port maritime sur la mer Baltique desservant la ville de Saint-Pétersbourg au nord-ouest de la Russie. Il s'agit du deuxième plus important port de commerce de Russie. La surface du port est de 164,6 km 2. Les quais d'amarrage mesurent 31 km de long et la profondeur maximale est de 25 mètres aux mouillages les plus profonds. Depuis 2011, le port est sous l'autorité d'une entreprise d'État (organisme du gouvernement fédéral), l'Autorité portuaire du Grand Port de Saint-Pétersbourg. Cette agence supervise la navigation commerciale dans le port maritime de Saint-Pétersbourg et au-delà dans les zones de responsabilité désignées de la fédération de Russie.

## Histoire
En 1869, Nikolaï Poutilov (1820-1880) — un officier de marine russe, mathématicien, ingénieur, métallurgiste, entrepreneur, cofondateur de l'usine Oboukhov et fondateur de l'usine Poutilov — a commencé les préparatifs du port maritime de Saint-Pétersbourg avec un canal maritime de Kronstadt à Saint-Pétersbourg. Le 13 juin 1874, le tsar Alexandre II approuva une disposition "sur l'administration temporaire de la mer de Saint-Pétersbourg". Le 26 octobre, un contrat pour la production d'ouvrages et de fournitures sur le canal de Saint-Pétersbourg a été signé. Le 15 mai 1885, les 32 km de canal ont été ouverts au passage des navires, et un nouveau port de commerce maritime a été ouvert, .

## Caractéristiques
La partie centrale du Grand Port de Saint-Pétersbourg est située sur et autour des îles du delta de la Neva, dans le passage Nevsky de la partie orientale du golfe de Finlande, un bras de la mer Baltique. Le port comprend les postes d'amarrage pour le commerce maritime ; ports forestiers, de pêche et fluviaux ; un terminal pétrolier ; des ateliers de construction navale, réparation navale et autres industries; un terminal de passagers maritimes ; une gare maritime fluviale ; des jetées à Kronstadt et Lomonossov ; et les installations de Gorskaya et Bronka. Ils sont reliés par un vaste système de canaux et de chenaux. Le port de commerce maritime comprend environ 200 postes d'amarrage avec des profondeurs allant jusqu'à 12 mètres. Il est divisé en quatre quartiers. Le terminal à conteneurs comprend les postes d'amarrage 82 à 87, et les porte-conteneurs et les navires rouliers sont acceptés pour le traitement.
Les première et deuxième zones du port maritime sont desservies par la gare du Nouveau Port, les troisième et quatrième par la gare d'Avtovo. La flotte portuaire comprend des navires de service et de soutien appartenant à diverses organisations, dont plus d'une vingtaine de remorqueurs de diverses capacités, des brise-glaces, des canons à eau, bateaux pilotes, des bateaux-pompes et des barges.

### Composition
Le Grand Port de Saint-Pétersbourg comprend :
- Bassins :
  - Est
  - Baroque
  - Passager
  - Raid de Maul Forestier
  - Port de charbon
- Port de fret de Vassileostrovsk
- Places d'amarrage à Cronstadt
- Places d'amarrage à Lomonossov
- Port en eau profonde de Bronka

## Opérations
Des produits pétroliers, des métaux, des produits forestiers, des conteneurs, du charbon, du minerai, des cargaisons chimiques et de la ferraille sont chargés dans le port de Saint-Pétersbourg. Le chiffre d'affaires de la cargaison en janvier-février 2016 s'est élevé à 7,5 millions de tonnes, en baisse de 7,0% par rapport à la même période en 2015.
Les principales entreprises de manutention opérant dans le port sont le port maritime de Saint-Pétersbourg, NEVA-METALL, Baltic Bulker Terminal, Moby Dick LLC, St. Petersburg Petroleum Terminal, First Container Terminal et Petrolesport.
| An   | Millions de tonnes |
| ---- | ------------------ |
| 1913 | 7.3                |
| 1940 | 3.18               |
| 1945 | 0,79               |
| 1950 | 1,37               |
| 1960 | 6.3                |
| 1970 | 7.6                |
| 1980 | 12.2               |
| 1997 | 20,5               |
| 2000 | 32                 |
| 2005 | 57,5               |
| 2010 | 58                 |
| 2011 | 60                 |
| 2012 | 57,8               |
| 2013 | 58                 |
| 2014 | 61,2               |
| 2015 | 51,5               |
| 2016 | 48,6               |
| 2017 | 53,6               |
| 2018 | 59,3               |
| 2019 | 59,9               |